# 뤄스팡
뤄스팡(중국어 간체자: 罗诗芳, 정체자: 羅詩芳, 병음: Luó Shīfāng, 한자음: 나시방, 2001년 4월 2일~)은 중화인민공화국의 역도 선수이다. 2024년 하계 올림픽에서 여자 라이트급 금메달을 획득했으며, 세계 선수권 대회에서 금메달 1개를 획득했다.